# Dyscia sicanaria
Dyscia sicanaria är en fjärilsart som beskrevs av Charles Oberthür 1923. Dyscia sicanaria ingår i släktet Dyscia och familjen mätare. Inga underarter finns listade i Catalogue of Life.